# Mireille Mathieu
Mireille Mathieu (n. 22 iulie 1946, Avignon, Grand Avignon⁠(d), Franța) este o cântăreață franceză. De-a lungul carierei sale ea a înregistrat peste 1200 de cântece în 11 limbi, având vânzări de 122 de milioane de albume în lumea întreagă.

## Biografie
Mireille Mathieu s-a născut pe 22 iulie 1946 în Avignon, Franța, într-o familie  numeroasă, cu 14 copii, ea fiind cea mai mare. Monique, Christiane, Marie-France, Réjane, Régis și Guy (gemeni), Roger, Jean-Pierre, Rémy, Simone, Philippe, Béatrice și Vincent sunt cei 13 frați și surori ai săi. Avea patru ani când a cântat în public pentru prima dată, în timpul unei slujbe în miez de noapte. 
De la 14 ani a lucrat în fabrică, pentru a-și ajuta familia și a-și plăti lecțiile de muzică. Sensibilă, dar și tenace s-a prezentat de trei ori succesiv la concursul "Se cântă în cartierul meu", organizat de Primăria din Avignon, și abia a treia oară îl câștigă cu cântecul "La vie en rose", pe care-l cântă la toate concertele. Susținută de Primărie, participă la o emisiune a televiziunii franceze "Télé Dimanche", în 1965, când este descoperită de toată Franța interpretând cântecul idolului său Edith Piaf, "Isabelle". 
Tatăl său, Roger, visa să devină un mare cântăreț, mai ales că avea o voce de tenor, dar vremurile erau grele. Abia când Mireille a împlinit 15 ani, familia s-a mutat într-un apartament de cinci camere. "A fost cea mai frumoasă zi din viața mea", povestește mai târziu Mireille, "și pentru prima dată am făcut o baie. A fost cea mai incredibilă senzație pe care am trăit-o."
Laure Collière, profesoara sa de muzică, o va accepta și o va susține, neuitând să o sfătuiască în privința meseriei pe care a decis să o aleagă. Aceasta îi spune că pentru a fi cântăreață trebuie să fie solidă, fizic și psihic, dar Mireille  îi va răspunde că: "Cine nu riscă nimic nu are nimic!". Așa că va porni pe drumul ales de ea. 
A fost descoperită de Johnny Stark, managerul celui mai mare cântăreț la acea vreme, Johnny Hallyday. După apariția sa la televiziune, în 1965 și după debutul de la Teatrul Olympia, a fost imediat declarată succesoarea lui Edith Piaf. Repetiții, ședințe foto, înregistrări, interviuri, lecții de muzică, de dans, de limbă franceză și engleză, Mireille iubea munca, iubea ceea ce făcea. O tenacitate de invidiat, un somn de patru ore pe noapte și o deviză pentru toată viața: "Munca mea este Dumnezeul meu!".
Cântecele sale exprimă mereu dragoste și romantism, atât de specifice francezilor. Activitatea sa artistică e impresionantă, ea fiind prima solistă din Europa de Vest care a cântat în China. A cântat pe tot mapamondul și a înregistrat 1200 de melodii în 11 limbi străine, iar în concerte  a apărut alături de mari nume ca Charles Aznavour, Placido Domingo, Julio Iglesias, Tom Jones. Printre melodiile care au consacrat-o se numără "Mon Credo", "C'est Ton Nom", "Acropolis adieu", "Ne me quitte pas", "Santa Maria", "Tous les enfants chantent avec moi", care alături de multe altele sunt considerate clasice. 
Activitatea sa artistică bogată numără 37 de albume și 150 de milioane de copii. În noiembrie 2005 a sărbătorit 40 de ani de carieră artistică la Sala Olympia, unde a apărut pentru a opta oară. A evoluat alături de cele mai mari voci ale Franței, i-au scris cântece cei mai mari compozitori și textieri, a fost difuzat și un film despre viața ei: "Le Conte de fée de Mireille Mathieu". Acest film pune accent pe întâlnirea sa cu Maurice Chevalier și pe prima ei călătorie în America, în 1966, când a participat la celebra emisiune "Ed Sullivan Show".  
A avut nenumărate concerte, inclusiv la Carnegie Hall, Sport Place din Montreal, Universal Amphitheatre, în Los Angeles, și Palatul de Gheață, din St. Petersburg. În 2002 a realizat cel de-al 37-lea album al său, "De tes mains". 
Alte nume alături de care a cântat sunt: Enrico Macias, Michel Legrand, Claude Lelouche, Maurice Jarre, Paul Mauriat, André Pascal, Francis Lemarque, Maurice Vidalin, ABBA.

## Scrieri
- Oui, je crois, cu Jacqueline Cartier, Paris, Robert Laffont, 1987